# Analiza ruchu celu
Analiza ruchu celu (ang. Target Motion Analysis – TMA) – zestaw technik używanych do oceny kursu, prędkości i odległości celów wojskowych, a także ustalenia prędkości, kursu i odległości przewidywanych. Po dokonaniu tych szacunków, w ramach procedur TMA opracowywane są decyzje o związanych celem optymalnych działaniach własnych.